# Atelomycterus macleayi
Atelomycterus macleayi är en hajart som beskrevs av Gilbert Percy Whitley 1939. Atelomycterus macleayi ingår i släktet Atelomycterus och familjen rödhajar. IUCN kategoriserar arten globalt som livskraftig. Inga underarter finns listade.

## Bildgalleri

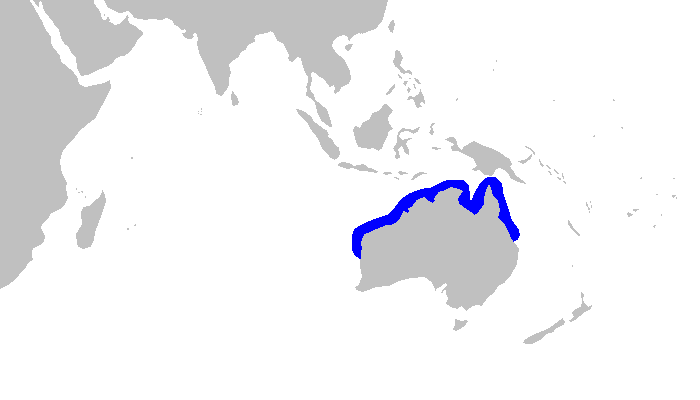